# Hermacha conspersa
Espèce
Hermacha conspersa est une espèce d'araignées mygalomorphes de la famille des Entypesidae.

## Distribution
Cette espèce est endémique du département de Norte de Santander en Colombie. Elle se rencontre vers Cúcuta.

## Description
La femelle holotype mesure 18 mm.

## Publication originale
- Mello-Leitão, 1941 : Catalogo das aranhas da Colombia. Anais da Academia Brasileira de Ciências, vol. 13, p. 233-300.